# Musikjahr 1935
Liste der Musikjahre

◄◄ | ◄ | 1931 | 1932 | 1933 | 1934 | Musikjahr 1935 | 1936 | 1937 | 1938 | 1939 | ► | ►►

Weitere Ereignisse · Country-Musik
Dieser Artikel behandelt das Musikjahr 1935.

## Ereignisse

### Von der Klassik bis zur Operette
- 04. Januar: Uraufführung der Operette Heirat nicht ausgeschlossen von Walter Kollo in der Komischen Oper, Berlin.
- 26. Februar: Georges Bizets Symphonie en ut majeur (1855) wird erstmals unter Felix Weingartner in Basel aufgeführt.
- 30. März: Uraufführung der Operette Herz über Bord von Eduard Künneke in Zürich und Düsseldorf.
- 08. April: Uraufführung der Oper Maria Malibran von Robert Russell Bennett an der Juilliard School in New York.
- 08. April: Béla Bartóks Streichquartett Nr. 5 hat in Washington, D.C. Premiere.
- 10. April: Uraufführung der 4. Sinfonie von Ralph Vaughan Williams in der Londoner Queen’s Hall.
- 22. Mai: Uraufführung der Oper Die Zaubergeige von Werner Egk in Frankfurt am Main.
- 24. Juni: Uraufführung der Oper Die schweigsame Frau von Richard Strauss in der Staatsoper Dresden.
- 29. Juni: Die Operette Die weiße Göttin von Kurt Juhn und Felix Kilian mit der Musik von Walter Kaufmann wird im Stadttheater Karlsbad uraufgeführt.
- 22. August: Uraufführung der Operette Ein Kaiser ist verliebt von Walter Kollo im Deutschen Nationaltheater, Osnabrück.
- 05. Oktober: Am Stadttheater Zürich wird die Operette Drei Walzer von Oscar Straus uraufgeführt. Für den ersten Teil hat der Komponist Musik von Johann Strauss (Vater) und für den zweiten Teil Melodien von Johann Strauss (Sohn) verwendet. Das Libretto stammt von Paul Knepler und Armin Robinson.
- 09. Oktober: Felix Woyrsch dirigiert anlässlich seines 75. Geburtstag die 5. Symphonie, D-Dur (Ursendung), Das Deutsche Sanctus (nach Luther) und seine drei Böcklin-Fantasien im Radio. Ausführende: Das große Orchester des Reichssenders Hamburg und der Städtische Chor Altona.

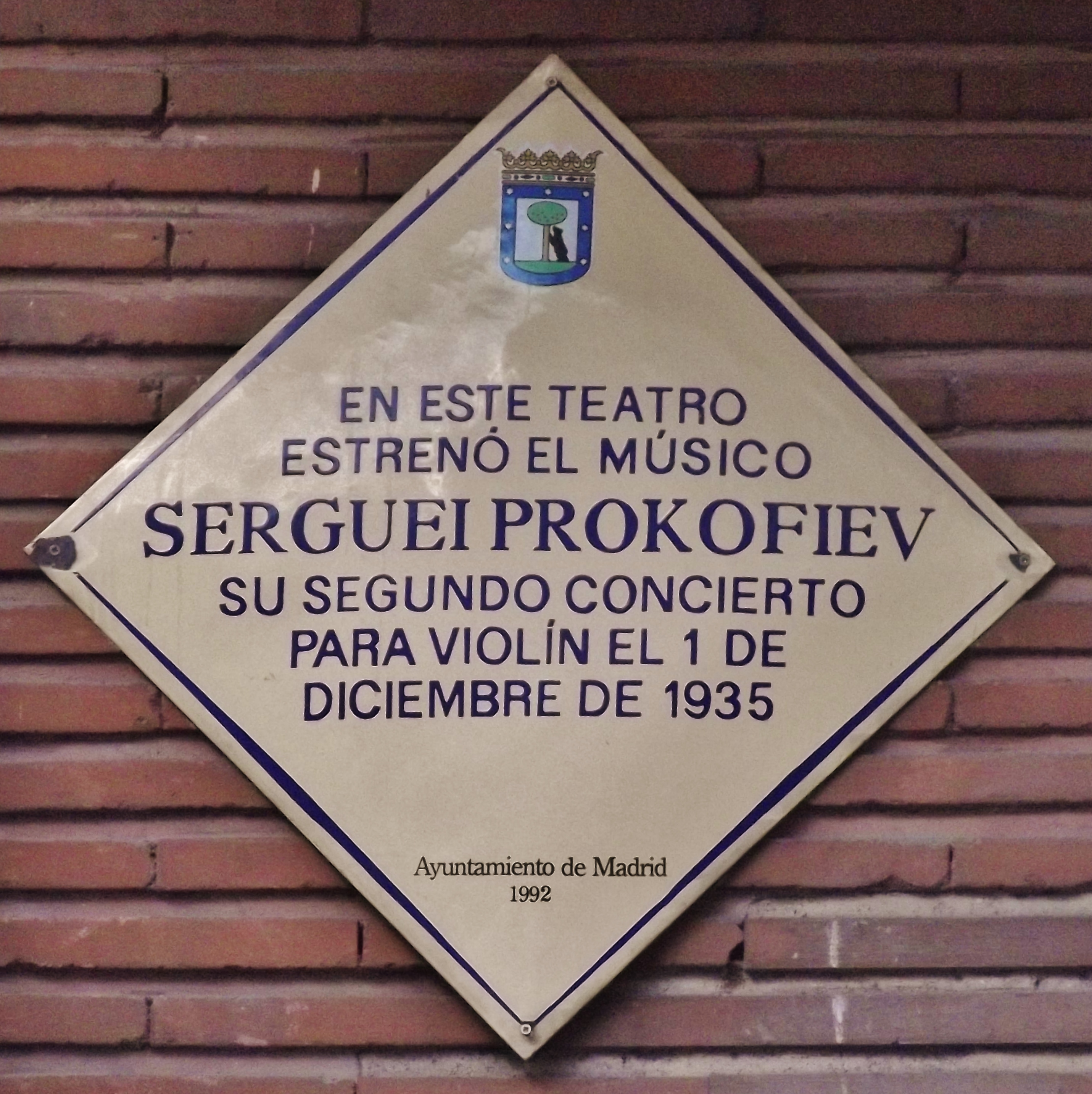
Im Teatro Monumental in Madrid wird das 2. Violinkonzert von Sergei Prokofiew uraufgeführt.

- 10. Oktober: Nach der Vorpremiere am Colonial Theatre in Boston am 30. September 1935 hat die Oper Porgy and Bess von George Gershwin mit Todd Duncan und Anne Wiggins Brown in den Titelrollen am New Yorker Alvin Theatre ihre Broadway-Premiere. Die in ihr enthaltenen Lieder Summertime und später auch I Got Plenty o’ Nuttin’ werden auch im Pop- und Jazzkontext interpretiert.
- 10. Oktober: Uraufführung der Operette Berlin, wie es weint, Berlin, wie es lacht von Walter Kollo in Berlin.
- 17. Oktober: Uraufführung der Operette Pour plaire aux femmes (nach Frauen haben das gern) von Walter Kollo in Paris.
- 02. November: Die Uraufführung der komischen Oper Ero der Schelm (Ero s onoga svijeta) von Jakov Gotovac findet mit dem Komponisten am Dirigentenpult am Kroatischen Nationaltheater in Zagreb statt. Das Libretto stammt von Milan Begović basierend auf einem Stück von Hans Sachs. Das Singspiel wird zum größten Erfolg des Komponisten.
- 06. November: Erste vollständige Aufführung der 1. Sinfonie von William Walton in London.
- 14. November: Uraufführung des Konzerts für Bratsche und kleines Orchester Der Schwanendreher von Paul Hindemith in Amsterdam.
- 19. November: Uraufführung des Musikalischen Lustspiels Das kleine Hofkonzert von Edmund Nick in München.
- 30. November: Uraufführung der Operette Hopsa von Paul Burkhard am Stadttheater Zürich.
- 01. Dezember: Sergei Prokofiews 2. Violinkonzert hat in Madrid Premiere.
- 21. Dezember: Uraufführung der Operette Dschainah, das Mädchen aus dem Tanzhaus von Paul Abraham in Wien.
- 31. Dezember: Uraufführung der heiteren Oper Die große Sünderin von Eduard Künneke an der Staatsoper Unter den Linden in Berlin.
- Evald Aav: Sa minu püha kodumaa [Du mein heilges Heimatland] für gemischten Chor, Text: Anna Haava[1]
- André Jolivet – Mana für Klavier
- Francis Poulenc – Suite française d'après Claude Gervaise

### Jazz/Swing
- In den Vereinigten Staaten wird der Swing populär.[2]

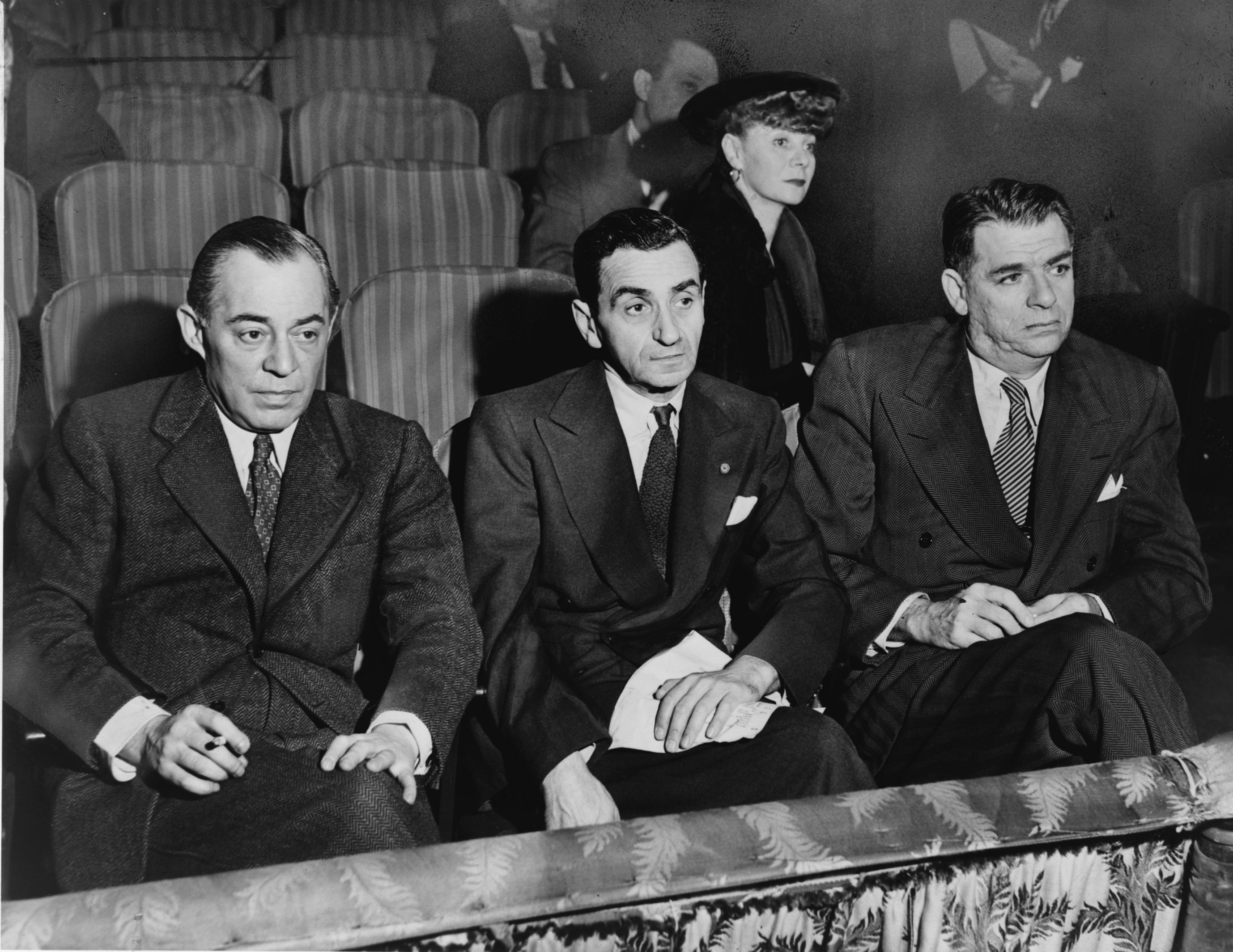
Oscar Hammerstein (rechts) mit Richard Rodgers (links) und Irving Berlin (1948)

- 05. Januar: Mit der Rodgers-und-Hart-Komposition Blue Moon gelingt dem Casa Loma Orchestra ein Nummer-1-Hit; ursprünglich für Jean Harlow in dem Filmmusical Hollywood Revue geschrieben.
- 19. Januar: Tommy Dorsey gelangt mit Fats Wallers Honeysuckle Rose in die Top 20.
- 26. Januar: Auch Benny Goodman gelangt mit Blue Moon in die Hitparaden; seine Version mit der Sängerin Helen Ward kommt auf #2 der US-Charts. In derselben Woche ist auch Red Norvo in den Charts vertreten (#20) sowie eine Studioband um Claude Thornhill unter dem Pseudonym Harry Rosenthal mit „All Through the Night“ (#18).
- 09. Februar: Das Casa Loma Orchestra hat einen weiteren Nummer-1-Hit mit When I Grow Too Old to Dream von Sigmund Romberg und Oscar Hammerstein. Fats Waller gelangt mit seiner eigenen Version von „Honeysuckle Rose“ auf #17.
- 22. Februar: Im New Yorker Greenwich Village eröffnet das Village Vanguard, ab den 1950er-Jahren einer der bedeutendsten Jazz-Clubs.
- 02. März: Die Dorsey Brothers kommen mit Night Wind in die Top Ten.
- 16. März: Benny Goodman ist erfolgreich in den US-Charts mit Clouds von Gus Kahn und Walter Donaldson; arrangiert hat die Nummer Fletcher Henderson.
- 30. März: Mit dem Ellington-Klassiker Solitude gelangt die Mills Blue Rhythm Band in die Charts (#8).
- 06. April: Mit Lullaby of Broadway gelingt den Dorsey Brothers ein weiterer Nummer-1-Hit; zwei Wochen hält sich der Song von Harry Warren und Al Dubin auf dem Film Golddiggers of 1935 an der Spitze. Am 4. Mai gelangt auch Chick Bullock mit seiner Version knapp unter die Top 20.
- 11. Mai: Mit Rhythm Is Our Business schafft es Jimmy Lunceford und sein Orchester ein einziges Mal an die Spitze der US-Hitparaden, in der er insgesamt 16 Wochen bleibt.
- 25. Mai: Erneut in die Charts kommt Lunceford mit Duke Ellingtons Black and Tan Fantasy; arrangiert hat die Nummer Sy Oliver.
- 01. Juni: in den US-Charts erfolgreich vertreten sind in dieser Woche die Mills Blue Rhythm Band („Dancing Dags“, #8) und Louis Prima (I’m Living in a Great Big Way, #13).
- 08. Juni: Das Duke Ellington Orchestra kommt auf #6 mit Merry-Go-Round; bei dem Titel verwendete Ellington zwei Bassisten, Hayes Alvis und Billy Taylor.
- 15. Juni: Mit dem späteren Jazzstandard Body and Soul kommt Red Allen auf #17 der Charts.
- 22. Juni: Bob Crosby, Fats Waller und das Casa Loma Orchestra sind in der Hizparade erfolgreich, die Nummer 1 der Charts erreicht „Chasing Shadows“ in der Version der Dorsey Brothers.
- 29. Juni: Bob Crosby erreicht die Spitzenposition der US-Charts mit In a Little Gypsy Tearoom. In derselben Woche ist Jimmy Lunceford mit seiner Version des Klassikers „Stardust“ in den Top Ten vertreten; Fats Waller kommt mit I’m Gonna Sit Right Down and Write Myself a Letter auf #5.
- 06. Juli: Das Duke Ellington Orchestra komm mit In a Sentimental Mood auf #14; Glenn Millers Solo Hop schafft dagegen #7.

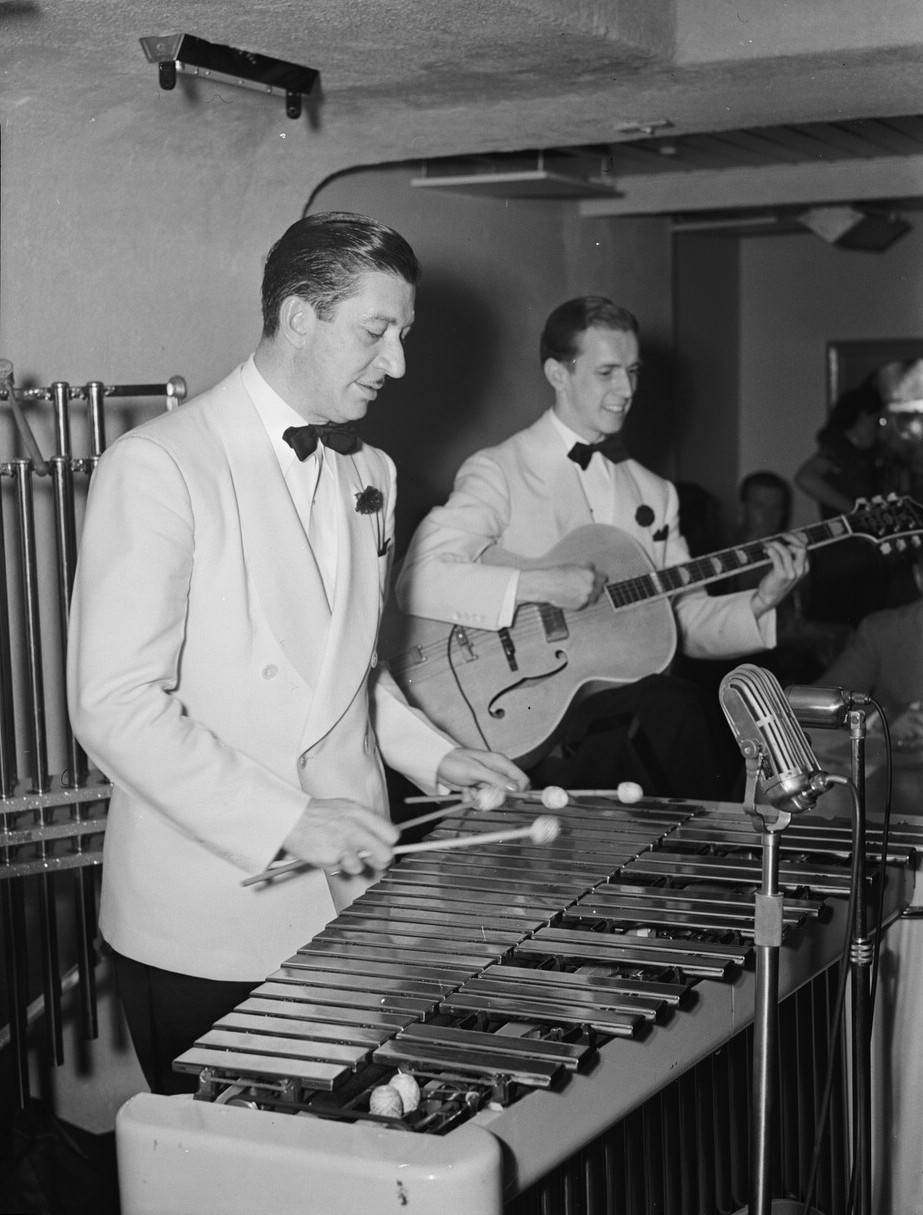
Adrian Rollini am Vibraphon mit Gitarrist Allen Haulon, vermutlich in den 1940er Jahren
Foto: William P. Gottlieb

- 20. Juli: Seinen zweiten (und letzten) Charterfolg hat Adrian Rollini mit „Weather Man“, mit dem, er #11 erreicht. Wingy Manone und Carmen Mastren sind seine Vokalisten.
- 27. Juli: Red Norvo gelangt mit seiner Version von „Honeysuckle Rose“ in die Top Ten; Bunny Berigan und Chu Berry sind unter den Solisten.
- 24. August: Chick Webb kommt in die Top 20 mit Edgar Sampsons „Don’t Be That Way“, ein beliebtes Stück bei den Swing-Bands, das 1938 Benny Goodman populär machen sollte.
- 30. August: Fats Waller gelingt mit „Truckin’“ von Rube Bloom und Ted Koehler ein Nummer-1-Hit. Die Nummer aus der Cotton Club Parade of 1935 hält sich 13 Wochen in den Hitparaden. Auch mit der Wiederauflage des Tin-Pan-Alley-Klassikers „12th Street Rag“ ist der Pianist unter den Top 20.
- 07. September: Eine der wegweisenden Aufnahmen der Swingära in kleiner Besetzung war die Trioeinspielung des späteren Klassikers Body and Soul durch Benny Goodman mit Teddy Wilson (Piano) und Gene Krupa (Schlagzeug). Goodman kommt auf #5 der Charts, wo er sich acht Wochen hält.
- 21. September: Duke Ellington kommt auf #6 der Charts mit Accent On South aus dem gleichnamigen Spielfilm mit Sylvia Sidney. Es ist auch das erste Mal, dass Ben Webster bei einer Aufnahme des Orchesters in Erscheinung tritt; Solist ist allerdings Johnny Hodges.
- 11. Oktober: Das Ausstrahlen von Jazz-Musik wird allen deutschen Rundfunksendern von Reichssendeleiter Eugen Hadamovsky verboten.
- 12. Oktober: Die Dorsey Brothers sind gleich zwei Mal in den Hitparaden vertreten; mit Arthur Freeds Nummern You’re My Lucky Star und I’ve Got a Feelin’ You’re Foolin’, die aus dem Filmmusical Broadway Melody of 1935 stammen. Daraus entnommen ist auch der Song Cotton, mit dem die Ellington-Band auf #4 der Charts kommt.
- 19. Oktober: Einen weiteren Hiterfolg mit seinem Trio hat Benny Goodman mit After You’ve Gone.
- 26. Oktober: Louis Armstrong erobert die US-Charts mit I’m in the Mood for Love und kommt auf #3. Den Nummer-1-Hit landet in dieser Woche Tommy Dorsey mit „On Treasure Island“. Das Weihnachtslied Jingle Bells kommt mit Benny Goodmans Version im Arrangement von Fletcher Henderson zum ersten Mal in die Hitparaden (#18).
- 23. November: Teddy Wilson und Billie Holiday gelingt ein Charterfolg (#6) mit Twenty-Four Hours a Day, eine Melodie aus dem Film Sweet Surrender (1935).
- 07. Dezember: „Lady Day“ ist abermals erfolgreich in den Hitparaden mit If You Were Mine von Johnny Mercer, bekannt aus dem Filmmusical To Beat the Band (1935).
- 14. Dezember: Ein weiterer Nummer-1-Hit gelingt Fats Waller mit A Little Bit Independent. Joe Venuti schafft es mit Stop, Look and Listen in die Top Ten.
- 21. Dezember: Mit dem Dance-Song The Music Goes Round and Round gelingt es Tommy Dorsey, fünf Wochen die Spitzenposition in den Hitparaden zu halten.
- 28. Dezember: Teddy Wilson schafft es mit der Solo-Piano-Version von On Treasure Island in die Charts auf #16.[3]

### Film
- 22. März: Das US-amerikanische Filmmusical Mississippi von A. Edward Sutherland mit Bing Crosby, W. C. Fields und Joan Bennett in den Hauptrollen hat Premiere.
- 17. April: Der Operettenfilm Der Zigeunerbaron von Karl Hartl nach der Musik von Johann Strauss wird in Berlin uraufgeführt. Die Hauptrollen spielen Adolf Wohlbrück, Hansi Knoteck, Fritz Kampers und Gina Falckenberg. Alois Melichar hat die Musik für den Film bearbeitet.
- Der Jazzkadett – US-amerikanisches Filmmusical von Frank Borzage mit Dick Powell und Ruby Keeler in den Hauptrollen
- Jeden Abend um acht – US-amerikanische Musicalkomödie von Raoul Walsh mit George Raft und Alice Faye in den Hauptrollen
- Metropolitan – US-amerikanisches Musicaldrama von Richard Boleslawski mit Lawrence Tibbett und Virginia Bruce in den Hauptrollen

### Weiteres
- 22. Februar: Die Comedian Harmonists werden von der NS-Regierung verboten.
- 23. April: Your Hit Parade wird erstmals im amerikanischen Rundfunk ausgestrahlt.
- 16. August: Auf der Berliner Funkausstellung wird das Magnetophon, ein Magnetton-Aufzeichnungs- und Wiedergabegerät, vorgestellt.
- 29. November: Die Deutschlandhalle in Berlin wird in Anwesenheit von Adolf Hitler eingeweiht.

## Neuveröffentlichungen (Auswahl)

### Lieder und Kompositionen
| Lied                        | Text                         | Musik           | Erstinterpret    | Label             | Veröffentlichung | Genre                       | Weitere Informationen                                            |
| --------------------------- | ---------------------------- | --------------- | ---------------- | ----------------- | ---------------- | --------------------------- | ---------------------------------------------------------------- |
| Baby, Please Don’t Go       |                              |                 | Big Joe Williams | Bluebird          | 31. Oktober 1935 | Blues                       |                                                                  |
| Cheek to Cheek              | Irving Berlin                | Irving Berlin   | Fred Astaire     | Brunswick         | 26. Juni 1935    | Jazz, Pop                   | Grammy Hall of Fame, 1936 oscarnominiert                         |
| Mädels jetzt ist Damenwahl! | Klaus S. Richter             | Willy Richartz  |                  | Beboton           | 14. Januar 1935  | Schlager                    | für den Carl-Froelich-Tonfilm Oberwachtmeister Schwenke getextet |
| Summertime                  | DuBose Heyward, Ira Gershwin | George Gershwin | Abbie Mitchell   | Brunswick Records | 10. Oktober 1935 | Wiegenlied, Spiritual, Jazz | Arie aus der Oper Porgy and Bess                                 |

## Geboren

### Januar
- 05. Januar: Wilhelm Seidel, deutscher Musikhistoriker († 2020)
- 06. Januar: Jacqueline Nova, kolumbianische Komponistin († 1975)
- 06. Januar: Nino Tempo, US-amerikanischer Pop-Musiker († 2025)
- 07. Januar: Kenny Davern, US-amerikanischer Jazz-Klarinettist und Saxophonist († 2006)

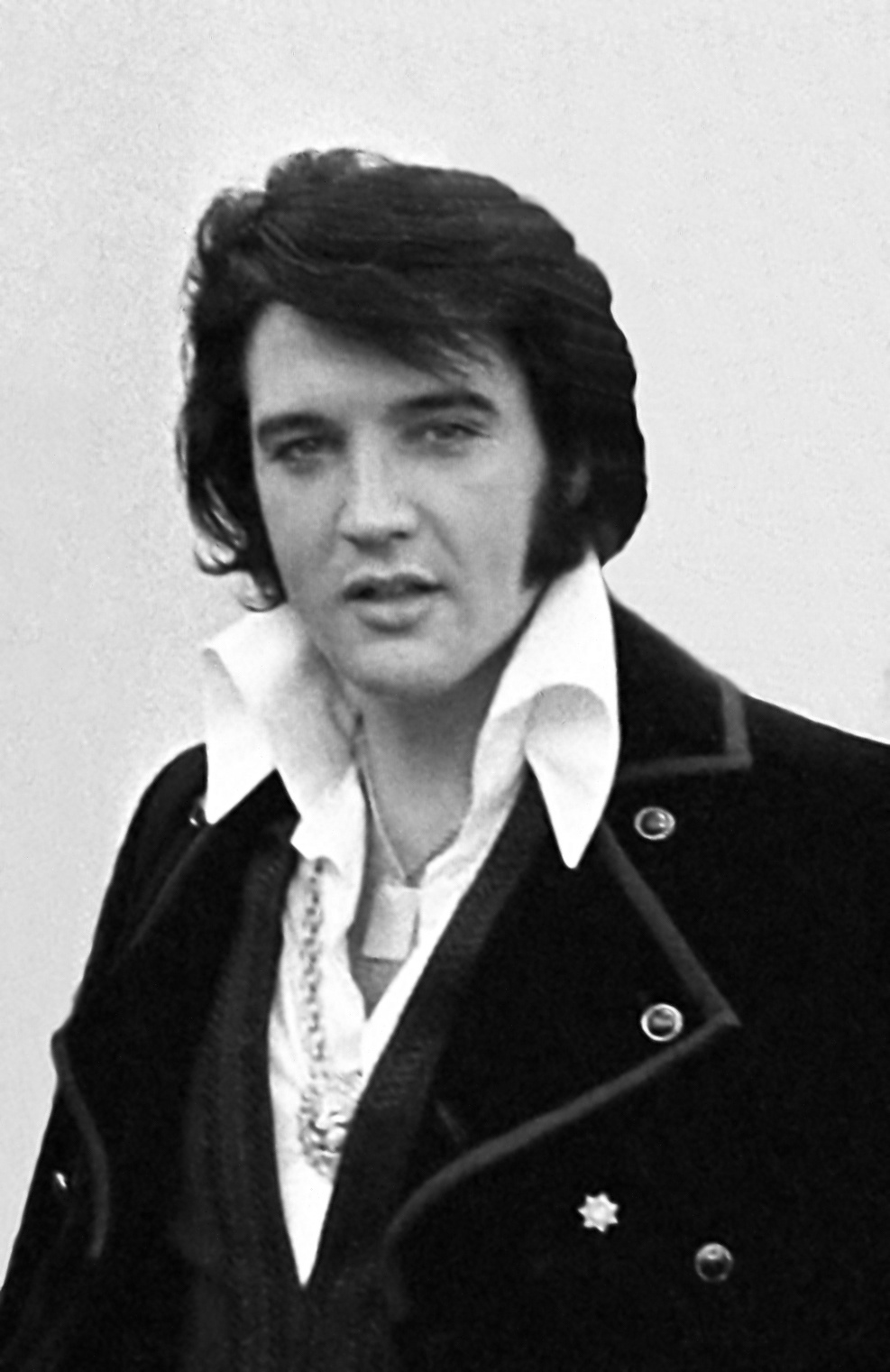
Elvis Presley; * 8. Januar

- 08. Januar: Elvis Presley, US-amerikanischer Sänger († 1977)
- 08. Januar: Don Stewart, US-amerikanischer Musiker, Arrangeur und Komponist († 2022)
- 10. Januar: Werner Andreas Albert, deutscher Dirigent († 2019)
- 10. Januar: Ronnie Hawkins, US-amerikanischer Sänger und Pianist († 2022)
- 10. Januar: Siegfried Heinrich, deutscher Chorleiter und Dirigent († 2023)
- 10. Januar: Georg Katzer, deutscher Komponist († 2019)
- 10. Januar: Sherrill Milnes, US-amerikanischer Opernsänger
- 16. Januar: Werner Benz, deutscher Diakon, Kirchenmusikdirektor und Landesposaunenwart († 2019)
- 16. Januar: Joachim Grubich, polnischer Organist und Musikpädagoge († 2025)
- 17. Januar: Hans-Günther Allers, deutscher Komponist († 2024)
- 18. Januar: Clemens Ganz, deutscher Kirchenmusiker († 2023)
- 20. Januar: Hans Musch, deutscher Organist, Musikwissenschaftler und Hochschullehrer († 2023)
- 20. Januar: Jean-Jacques Werner, französischer Dirigent und Komponist moderner Musik († 2017)
- 23. Januar: Dick DeBenedictis, US-amerikanischer Komponist
- 23. Januar: Daniel Pollack, US-amerikanischer Pianist und Musikpädagoge
- 26. Januar: Ted Butterman, US-amerikanischer Jazzmusiker († 2022)
- 26. Januar: Peter Ronnefeld, deutscher Komponist und Dirigent († 1965)
- 27. Januar: Tülay German, türkische Sängerin
- 29. Januar: Mario Luna, argentinischer Tangosänger († 2004)
- 30. Januar: Wolfgang Boettcher, deutscher Cellist († 2021)
- 30. Januar: Ingfried Hoffmann, deutscher Jazzmusiker, Arrangeur und Komponist
- 30. Januar: Ambros Seelos, deutscher Saxophonist, Klarinettist, Bandleader und Arrangeur († 2015)

### Februar
- 02. Februar: Glenn Barber, US-amerikanischer Country- und Rockabilly-Musiker († 2008)
- 03. Februar: Dieter Bäumle, Schweizer Komponist († 1981)

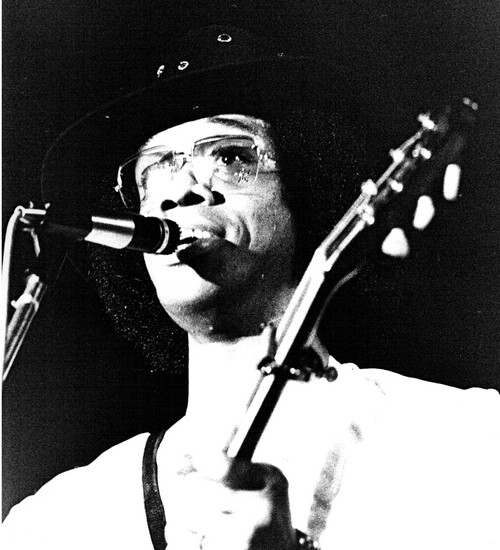
Johnny „Guitar“ Watson; * 3. Februar

- 03. Februar: Johnny Guitar Watson, US-amerikanischer Blues-, Soul- und Funk-Musiker († 1996)
- 05. Februar: Alex Harvey, britischer Rocksänger († 1982)
- 05. Februar: Siegfried Kessler, französischer Jazzmusiker († 2007)
- 09. Februar: Carmen Miranda, portugiesisch-brasilianische Sängerin und Schauspielerin († 1955)
- 10. Februar: Theodore Antoniou, griechischer Dirigent und Komponist († 2018)
- 10. Februar: Helmut Klotz, deutscher Opernsänger und Chorleiter
- 10. Februar: Pat McGuigan, irischer Schlagersänger († 1987)
- 11. Februar: Gene Vincent, US-amerikanischer Rockabilly-Sänger († 1971)
- 12. Februar: Gene McDaniels, US-amerikanischer Popmusiksänger, Komponist und Produzent, Singer-Songwriter († 2011)
- 12. Februar: Manfred Weiss, deutscher Komponist († 2023)
- 14. Februar: Patricia Bredin, britische Sängerin, Schauspielerin und Buchautorin († 2023)
- 15. Februar: George Alexander Albrecht, deutscher Dirigent († 2021)
- 16. Februar: Sonny Bono, US-amerikanischer Sänger, Schauspieler und Produzent († 1998)
- 18. Februar: Boško Petrović, kroatischer Jazzmusiker und Musikproduzent († 2011)
- 27. Februar: Mirella Freni, italienische Opernsängerin († 2020)
- 28. Februar: Walter Haupt, deutscher Komponist, Dirigent, Regisseur, Klangarchitekt, Experimentator († 2023)

### März
- 08. März: George Coleman, US-amerikanischer Jazzmusiker
- 10. März: Chen Gang, chinesischer Komponist und Hochschullehrer
- 16. März: Emil Mijares, philippinischer Jazz- und Unterhaltungsmusiker (Vibraphon, Piano, Arrangement) und Orchesterleiter († 2007)
- 17. März: Elisabeth Steiner, deutsche Opernsängerin († 2006)
- 17. März: Adam Wade, US-amerikanischer Popmusik-Sänger und Schauspieler († 2022)
- 19. März: Tibby Edwards, US-amerikanischer Country-Musiker († 1999)
- 20. März: Sam Lay, US-amerikanischer Bluesmusiker († 2022)
- 20. März: Aviva Semadar, israelische Folklore- und Chanson-Sängerin († 2025)
- 21. März: Erich Kunzel, US-amerikanischer Dirigent († 2009)
- 21. März: Nigel Rogers, britischer Opernsänger (Tenor), Dirigent und Gesangspädagoge († 2022)
- 25. März: Johnny Pacheco, dominikanischer Musiker, Produzent, Bandleader, einer der Gründer der Plattenfirma Fania († 2021)
- 24. März: Peret, spanischer Sänger und Gitarrist († 2014)
- 25. März: Josep Soler i Sardà, spanischer Komponist, Musikwissenschaftler und Musikpädagoge († 2022)
- 29. März: Ruby Murray, britische Popsängerin († 1996)
- 30. März: Karl Berger, deutscher Jazz-Vibraphonist und Pianist († 2023)
- 30. März: John Eaton, US-amerikanischer Komponist († 2015)

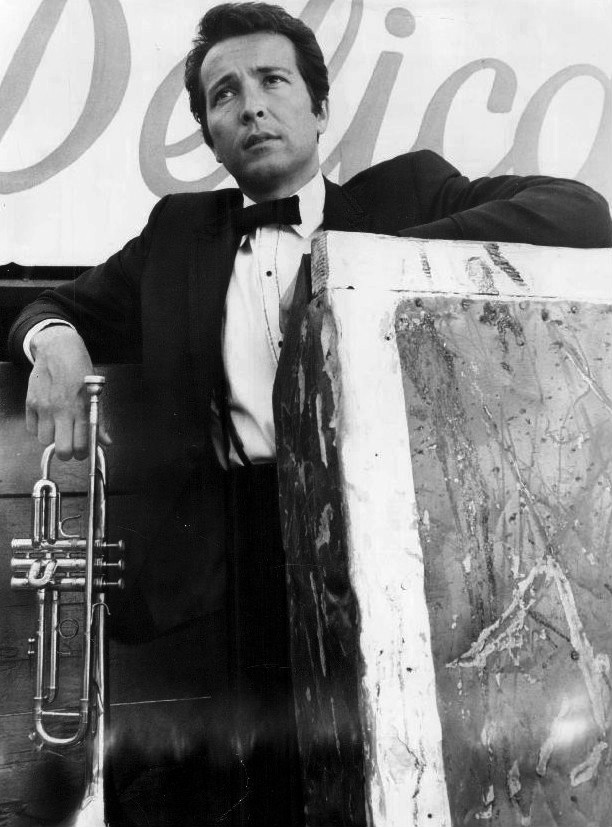
Herb Alpert; * 31. März

- 31. März: Herb Alpert, US-amerikanischer Trompeter und Bandleade
- 31. März: Adolf Dresen, deutscher Theaterregisseur und Opernregisseur († 2001)

### April
- 01. April: Jorge López Ruiz, argentinischer Jazzmusiker, Orchesterleiter sowie Komponist und Arrangeur († 2018)
- 02. April: Warner Mack, US-amerikanischer Country-Musiker († 2022)
- 05. April: Peter Grant, britischer Musikmanager im Rock-Business (1995)
- 05. April: Friedrich Wolf, österreichischer Chorleiter, Musikpädagoge und Komponist († 2008)
- 05. April: Peter Grant, US-amerikanischer Musikmanager († 1995)
- 06. April: Pierre Durand, französischer Komponist († 1998)
- 06. April: Rolf Urs Ringger, Schweizer Komponist und Publizist († 2019)
- 07. April: Bobby Bare, US-amerikanischer Singer-Songwriter

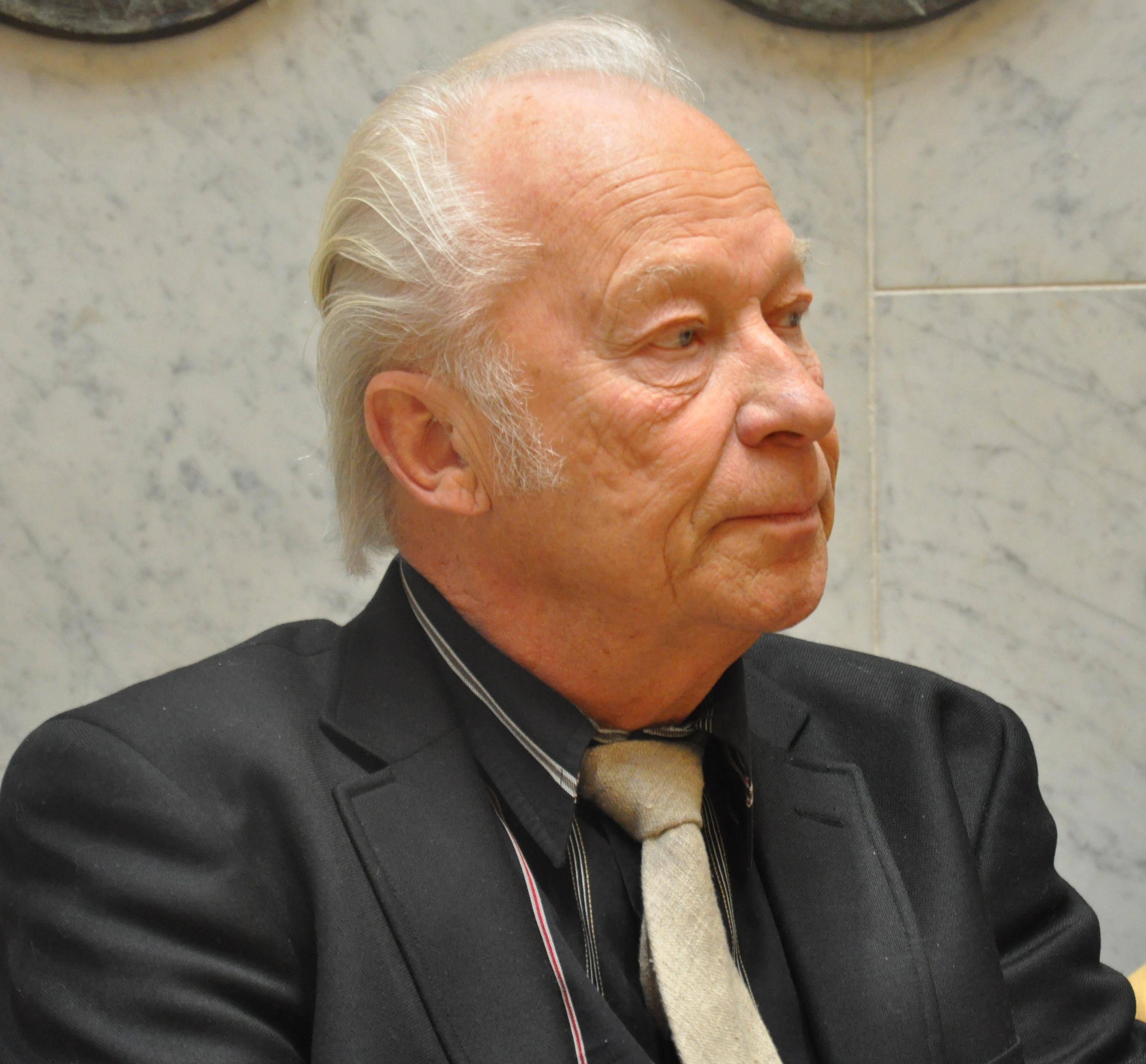
Aulis Sallinen; * 9. April

- 09. April: Aulis Sallinen, finnischer Komponist
- 11. April: Richard Berry, US-amerikanischer Sänger und Songschreiber († 1997)
- 11. April: Dieter Einfeldt, deutscher Komponist und Hochschullehrer
- 11. April: Claude Kenneson, kanadischer Cellist und Musikpädagoge († 2013)
- 11. April: Vader Abraham, niederländischer Sänger, Komponist, Texter und Produzent († 2022)
- 12. April: Jimmy Makulis, griechischer Schlagersänger († 2007)
- 12. April: Lloyd McNeill, US-amerikanischer Jazzmusiker und bildender Künstler († 2021)
- 16. April: Haskell Sadler, US-amerikanischer Bluessänger, Songwriter und Gitarrist († 1994)
- 16. April: Bobby Vinton, US-amerikanischer Sänger
- 18. April: Akio Mayeda, japanischer Musikwissenschaftler
- 19. April: Dudley Moore, britischer Komponist, Jazzpianist und Schauspieler († 2002)
- 20. April: Ran Blake, US-amerikanischer Jazzpianist und Third Stream-Komponist
- 22. April: Paul Chambers, US-amerikanischer Jazzbassist († 1969)
- 25. April: Lola Novaković, jugoslawische Schlagersängerin und Schauspielerin († 2016)
- 26. April: Eckhard Maronn, deutscher Musiker, Toningenieur und Hochschullehrer († 2023)
- 26. April: Conrad Susa, US-amerikanischer Komponist († 2013)
- 29. April: Otis Rush, US-amerikanischer Blues-Gitarrist († 2018)

### Mai
- 04. Mai: Don Friedman, US-amerikanischer Jazzpianist († 2016)
- 05. Mai: Kidd Jordan, US-amerikanischer Musiker († 2023)
- 08. Mai: Jerry Moss, US-amerikanischer Aufnahmeleiter und Mitgründer von A&M Records († 2023)
- 10. Mai: Judith Beckmann, US-amerikanische Opernsängerin (Sopran) († 2022)
- 10. Mai: Larry Williams, US-amerikanischer Rhythm&Blues-Musiker († 1980)

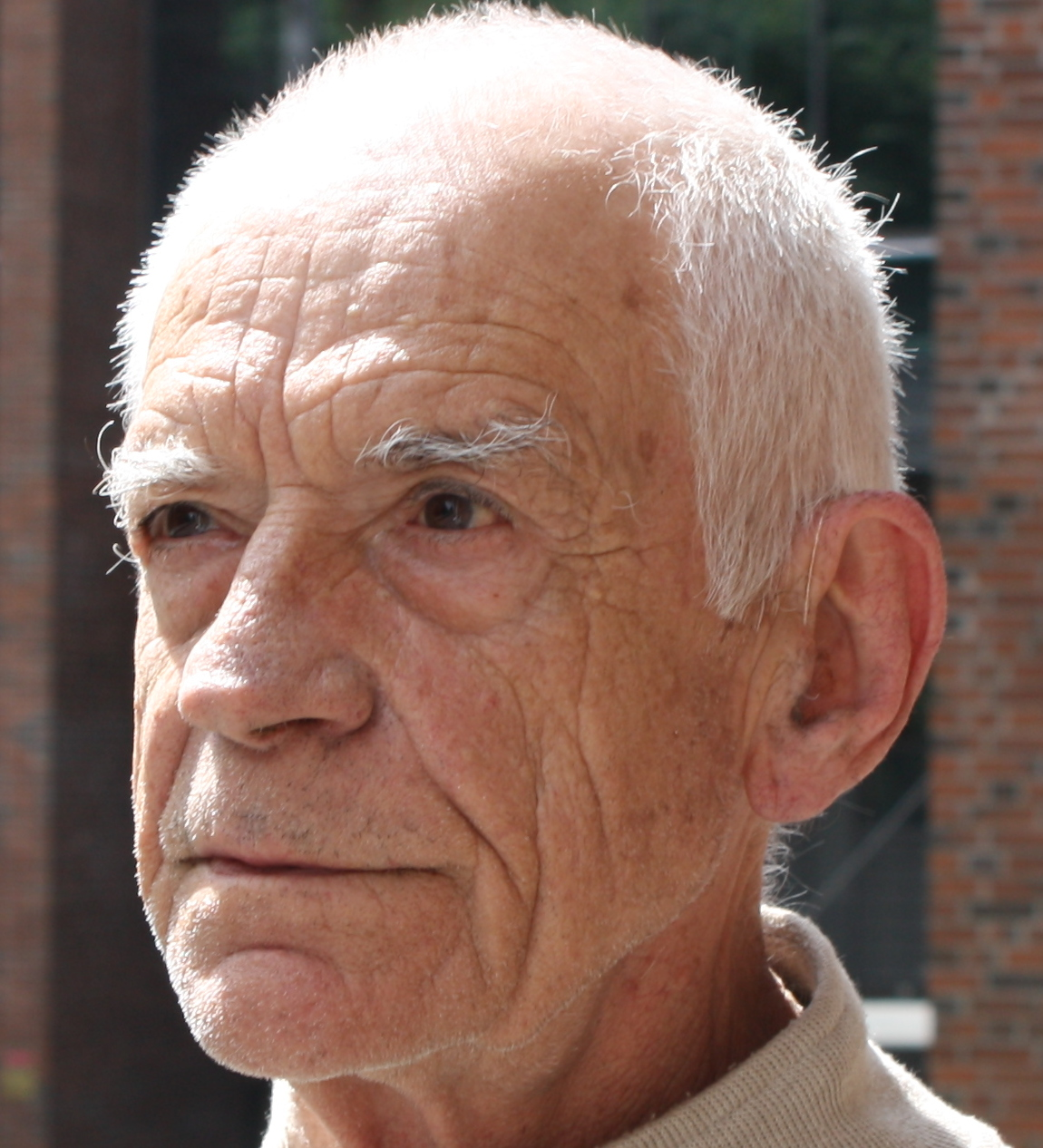
Gary Peaock; * 12. Mai

- 12. Mai: Gary Peacock, US-amerikanischer Jazz-Bassist († 2020)
- 13. Mai: Teddy Randazzo, US-amerikanischer Musikproduzent, Komponist, Songwriter und Sänger († 2003)
- 13. Mai: Yizhak Sadai, israelischer Komponist († 2019)
- 15. Mai: Utah Phillips, US-amerikanischer Folksänger, Dichter und Gewerkschafter († 2008)
- 19. Mai: Cecil McBee, US-amerikanischer Jazz-Bassist
- 20. Mai: Dino Saluzzi, argentinischer Bandoneonspieler und Komponist
- 21. Mai: Giorgio Buratti, italienischer Jazzmusiker († 2022)
- 22. Mai: Giuseppi Logan, US-amerikanischer Jazzmusiker († 2020)
- 26. Mai: Thomas Fink, deutscher Jazzpianist († 2023)
- 26. Mai: Jansug Kakhidze, georgischer Dirigent († 2002)
- 27. Mai: Ramsey Lewis, US-amerikanischer Jazzmusiker und Komponist († 2022)
- 28. Mai: Richard Van Allan, britischer Opernsänger († 2008)
- 30. Mai: Sándor Arizs, ungarischer Opernsänger († 2004)
- 30. Mai: Harry Beckett, britischer Trompeter († 2010)
- 31. Mai: Tootie Heath, US-amerikanischer Jazz-Schlagzeuger († 2024)
- 31. Mai: Peter Moser, österreichischer Musiker und Komponist
- 31. Mai: Hiroshi Wakasugi, japanischer Dirigent († 2009)

### Juni
- 01. Juni: John Dalley, US-amerikanischer Geiger
- 02. Juni: Samuel Jones, US-amerikanischer Komponist und Dirigent
- 03. Juni: Ervin Acél, ungarischer Dirigent († 2006)
- 03. Juni: Michael Hampe, deutscher Schauspiel- und Opern-Regisseur († 2022)
- 05. Juni: Misha Mengelberg, niederländischer Pianist, Komponist und Bandleader († 2017)
- 05. Juni: Günter Noris, deutscher Bandleader, Pianist, Arrangeur und Komponist († 2007)
- 06. Juni: Grant Green, US-amerikanischer Jazzgitarrist († 1979)
- 11. Juni: Nina Wladimirowna Timofejewa, sowjetische bzw. russische Balletttänzerin und Politikerin († 2014)
- 14. Juni: Ed Metz, Sr., US-amerikanischer Jazzmusiker (Piano, Arrangement, Komposition) und Investmentbanker († 2009)
- 15. Juni: Jack Anderson, US-amerikanischer Tanzkritiker und Lyriker († 2023)
- 15. Juni: François Jeanneau, französischer Jazzmusiker
- 16. Juni: Marcello Rosa, italienischer Jazzmusiker († 2024)
- 16. Juni: Helmut Zehetmair, österreichischer Musiker, Musikpädagoge und emeritierter Universitätsprofessor († 2021)
- 17. Juni: Peggy Seeger, US-amerikanische (und zwischenzeitlich britische) Folksängerin und Liedermacherin
- 22. Juni: Peter Meisel, deutscher Musikverleger und Produzent († 2010)
- 23. Juni: Renate Jüttner, deutsche Malerin, Grafikerin und Pianistin († 2021)

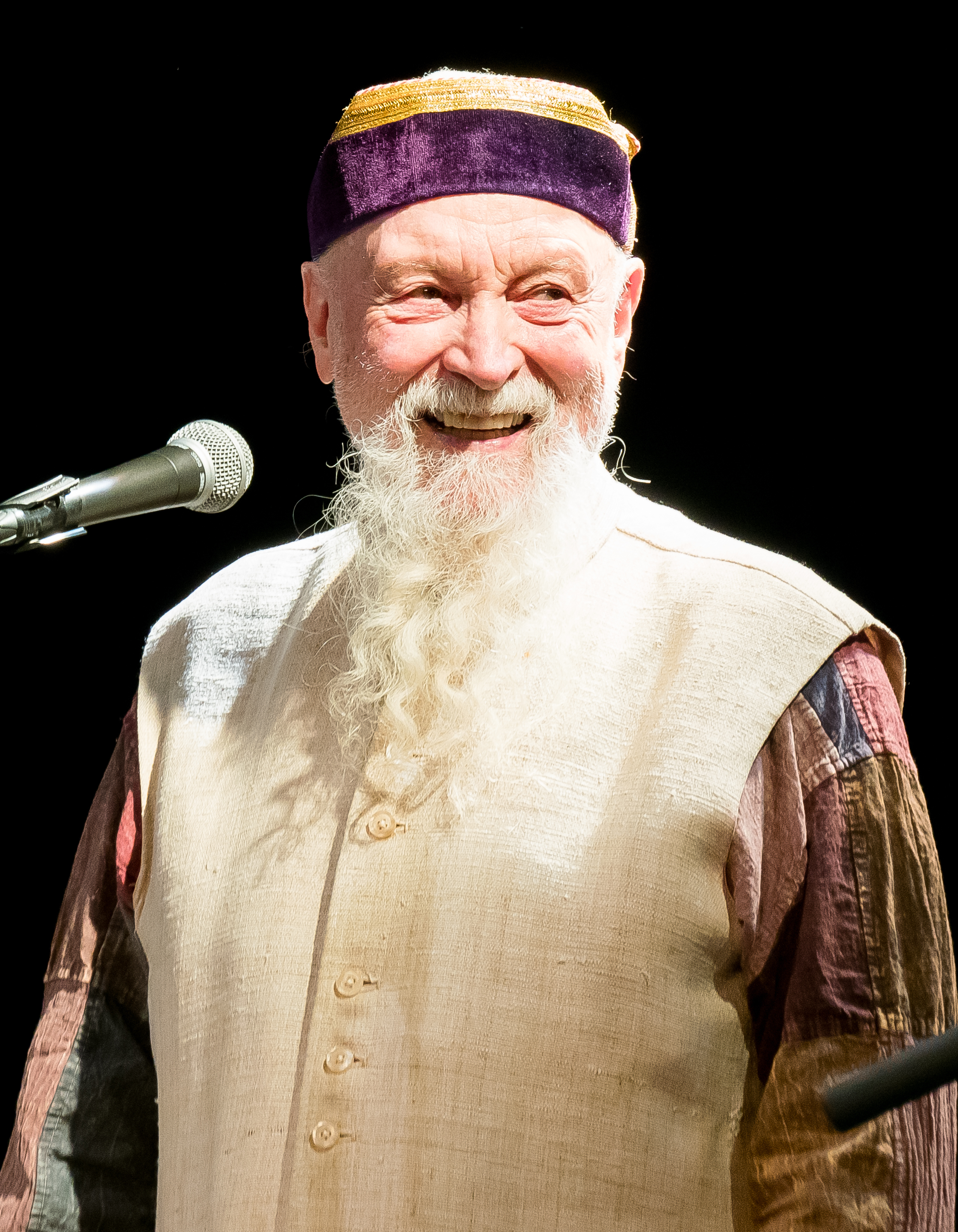
Terry Riley; * 24. Juni

- 24. Juni: Terry Riley, US-amerikanischer Komponist und Pianist
- 24. Juni: Bjørn Pedersen, norwegischer Jazzmusiker († 2007)
- 25. Juni: Lloyd McCollough, US-amerikanischer Rockabilly-Musiker († 1976)
- 25. Juni: Kurt Schwertsik, österreichischer Komponist und Musikpädagoge
- 27. Juni: Byron Lee, jamaikanischer Musiker († 2008)
- 29. Juni: Julian Priester, US-amerikanischer Jazzmusiker

### Juli
- 01. Juli, James Cotton, US-amerikanischer Blues-Mundharmonikaspieler († 2017)
- 03. Juli: Cheo Feliciano, Salsa-Musiker († 2014)
- 05. Juli: Shirley Collins, britische Folksängerin
- 08. Juli: Steve Lawrence, US-amerikanischer Popsänger, Entertainer und Schauspieler († 2024)

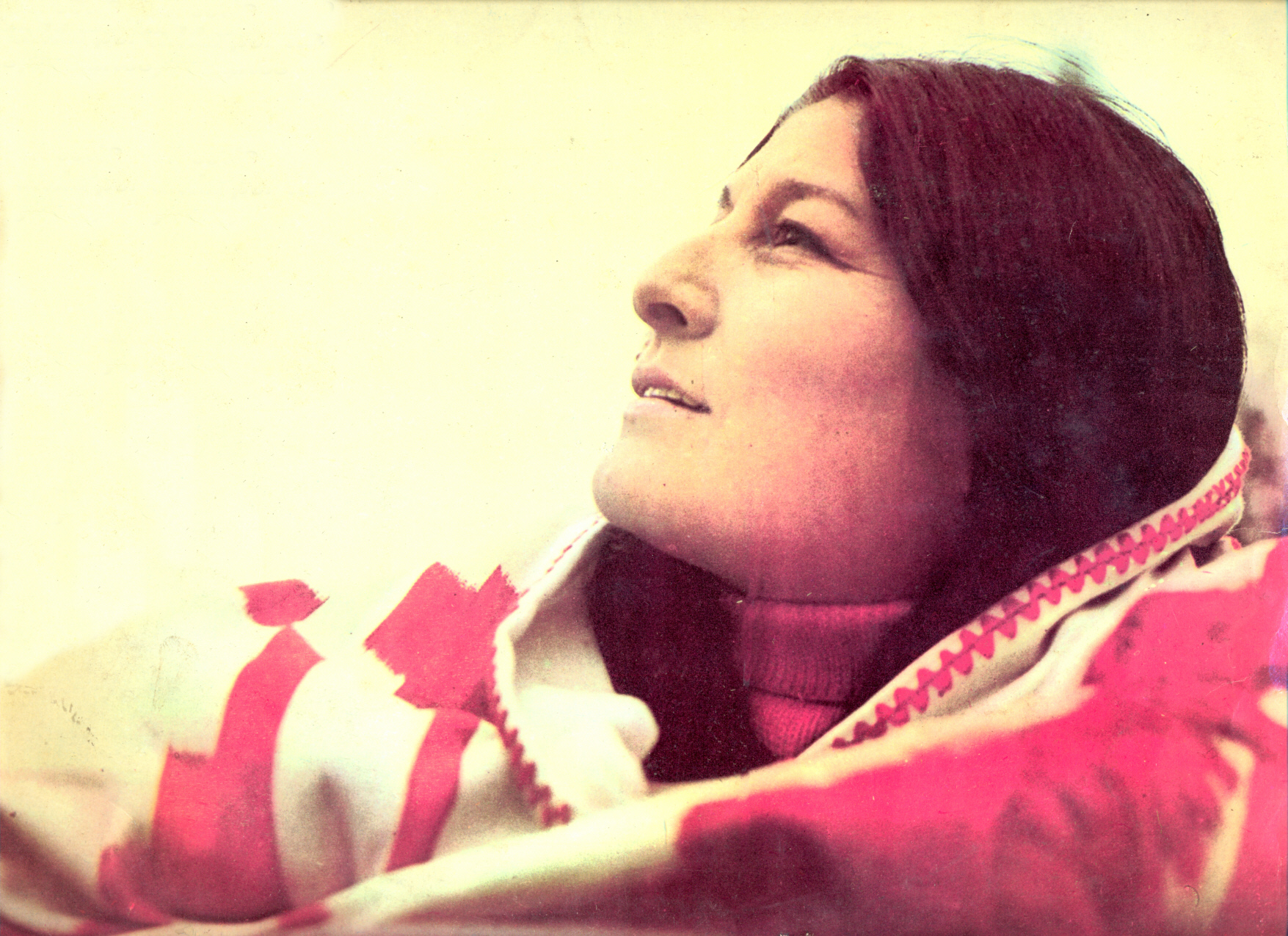
Mercedes Sosa; * 9. Juli

- 09. Juli: Mercedes Sosa, Sängerin südamerikanischer Folklore und politischer Protestlieder († 2009)
- 09. Juli, Mighty Sparrow, Calypsosänger
- 09. Juli: Frank Wright, US-amerikanischer Jazzmusiker († 1990)
- 12. Juli: Barry Mason, englischer Songschreiber († 2021)
- 13. Juli: Totoyo Millares, spanischer Musiker († 2022)
- 14. Juli: Dick Waterman, US-amerikanischer Journalist, Promoter und Fotograf
- 17. Juli: Diahann Carroll, US-amerikanische Schauspielerin und Sängerin († 2019)
- 17. Juli: Peter Schickele, US-amerikanischer Komponist († 2024)
- 18. Juli: Ioan Holender, österreichischer Sänger, Künstleragent und Operndirektor rumänischer Herkunft
- 18. Juli: Sabahudin Kurt, jugoslawischer Sänger († 2018)
- 18. Juli: Susan Landale, schottische Organistin
- 18. Juli: Ernst Leuze, deutscher Organist, Cembalist, Komponist, Dirigent und Chorleiter
- 19. Juli: Gerd Albrecht, deutscher Dirigent († 2014)
- 19. Juli: Nicholas Danby, britischer Organist und Hochschullehrer († 1997)
- 21. Juli: Pierre Béluse, kanadischer Perkussionist und Musikpädagoge († 2015)
- 21. Juli. Margit Schramm, deutsche Opern-, Lied- und Operettensängerin († 1996)
- 24. Juli: Les Reed, englischer Songschreiber, Musiker, Arrangeur und Orchesterleiter († 2019)
- 27. Juli: Dolph Castellano, US-amerikanischer Jazzmusiker (Piano)
- 29. Juli: Jacques Levy, US-amerikanischer Songwriter († 2004)

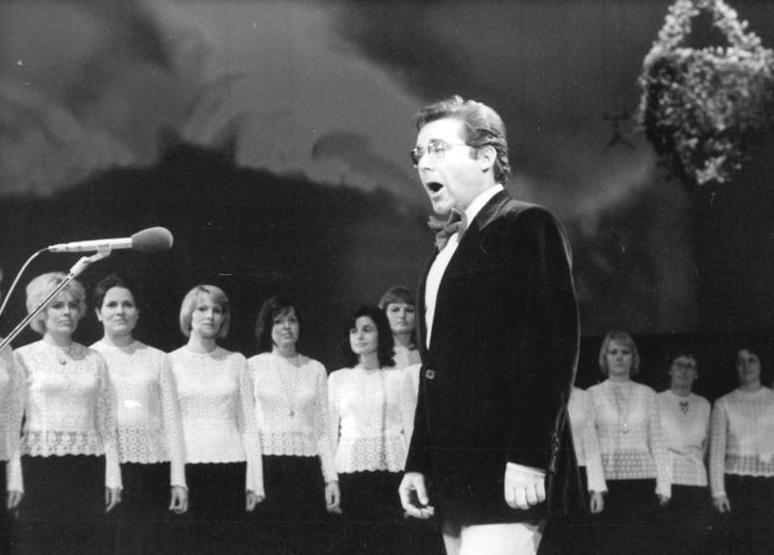
Peter Schreier; * 29. Juli

- 29. Juli: Peter Schreier, deutscher Sänger (Tenor) und Dirigent († 2019)

### August
- 02. August: Hank Cochran, US-amerikanischer Countrymusiker († 2010)
- 03. August: Maria Bieșu, moldauische Sopranistin und Opernsängerin († 2012)
- 06. August: Irma Capece Minutolo, italienische Opernsängerin (Sopran) und Filmschauspielerin († 2023)
- 06. August: Alexander Adolfowitsch Winkler, russischer Komponist, Pianist und Musikpädagoge († 1935)
- 07. August: Rahsaan Roland Kirk, US-amerikanischer Saxophonist und Multi-Instrumentalist († 1977)
- 09. August: Giorgos Leotsakos, griechischer Musikwissenschaftler und -kritiker († 2024)
- 10. August: Gija Kantscheli, georgischer Komponist († 2019)
- 12. August. Harry Kupfer, deutscher Opernregisseur († 2019)
- 15. August: Jim Dale, britischer Schauspieler, Sänger und Komiker
- 16. August: Jean DuShon, US-amerikanische Jazz-, Soul- und R&B-Sängerin († 2019)
- 16. August: Bobby Mitchell, US-amerikanischer New Orleans-, Doo-Wop- und R&B-Sänger († 1986)
- 20. August: J. J. Malone, US-amerikanischer Bluesmusiker († 2004)
- 20. August: Heinz Wulfestieg, deutscher Jazzmusiker († 1977)
- 21. August: Juri Sergejewitsch Entin, sowjetischer und russischer Autor
- 23. August: Lester Lashley, US-amerikanischer Musiker und bildender Künstler († 2025)
- 26. August: Hansjürgen Schmidt, deutscher Komponist († 2022)
- 28. August: Paul Pedersen, kanadischer Komponist und Musikpädagoge
- 28. August: Sonny Shroyer, US-amerikanischer Schauspieler und Sänger
- 30. August: John Phillips, US-amerikanischer Sänger und Songwriter (The Mamas & the Papas) († 2001)
- 31. August: Brigitte Richter, deutsche Musikwissenschaftlerin, Museumskuratorin und Autorin († 2021)

### September
- 01. September: Hugo Heredia, argentinischer Jazzmusiker († 2019)
- 01. September: Seiji Ozawa, japanischer Dirigent und Komponist († 2024)
- 03. September: Dorothy Masuka, südafrikanische Jazz- und Popsängerin († 2019)
- 04. September: Michel Sardaby, französischer Jazzpianist († 2023)
- 05. September: Dieter Hallervorden, deutscher Komiker, Kabarettist, Schauspieler, Sänger, Synchronsprecher, Moderator und Theaterleiter
- 07. September: Ronnie Dove, US-amerikanischer Sänger
- 09. September: Chaim Topol, israelischer Musicaldarsteller († 2023)

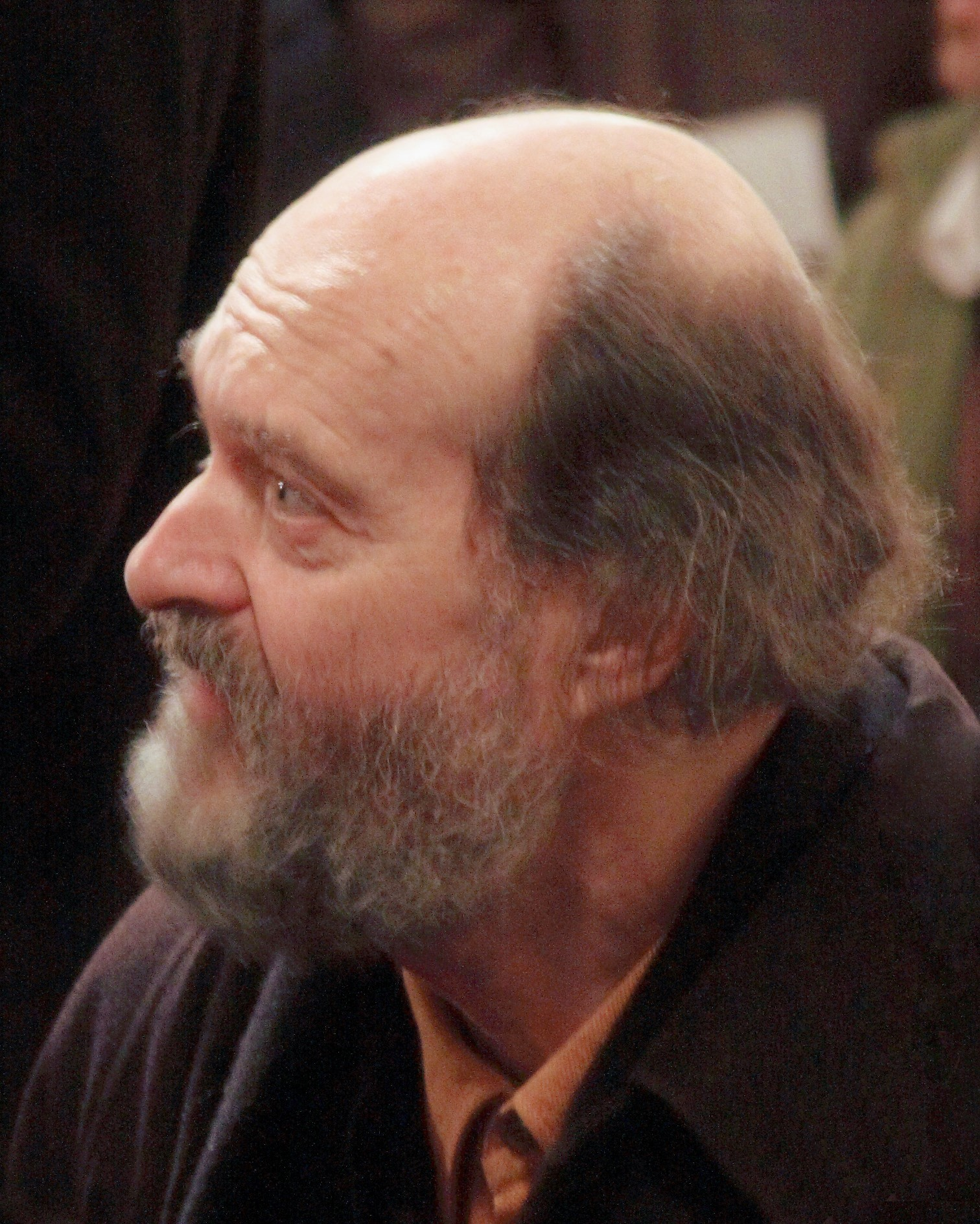
Arvo Pärt; * 11. September

- 11. September: Arvo Pärt, estnischer Komponist
- 12. September: Geraldo Vandré, brasilianischer Sänger, Gitarrist und Komponist
- 14. September: Franco Mondini, italienischer Jazzmusiker und Journalist († 2019)
- 16. September: Billy Boy Arnold, US-amerikanischer Blues-Musiker
- 16. September: Jules Bass, US-amerikanischer Filmregisseur, Filmproduzent, Komponist, Texter und Autor († 2022)
- 16. September: Dieter Brauer, deutscher Pianist, Komponist und Musikpädagoge († 2009)
- 18. September: Karl Schmider, deutscher Komponist, Dirigent, Lehrer und Organist († 2022)
- 19. September: Nick Massi (The Four Seasons), US-amerikanischer Sänger († 2000)
- 23. September: Les McCann, US-amerikanischer Jazz-Pianist, Sänger und Komponist († 2023)
- 23. September: Pierre Mariétan, Schweizer Komponist († 2025)
- 28. September: Siegfried Schulte, deutscher Komponist († 2023)
- 29. September: Jerry Lee Lewis, US-amerikanischer Sänger, Songwriter und Pianist († 2022)
- 30. September: Jill Corey, US-amerikanische Pop-Sängerin († 2021)
- 30. September: Johnny Mathis, US-amerikanischer Sänger
- 30. September: Z. Z. Hill, US-amerikanischer Bluessänger († 1984)

### Oktober
- 01. Oktober: Julie Andrews, US-amerikanische Sängerin und Schauspielerin
- 01. Oktober: Julio Jaramillo, ecuadorianischer Musiker († 1978)
- 01. Oktober: Ann Richards, US-amerikanische Jazzsängerin († 1982)
- 05. Oktober: Xəyyam Mirzəzadə, aserbaidschanischer Komponist und Musikpädagoge († 2018)
- 09. Oktober: Poumy Arnaud, französischer Jazzmusiker († 2022)

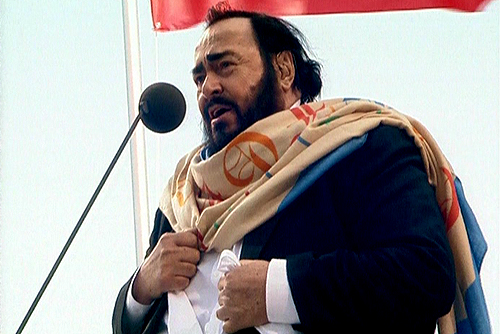
Luciano Pavarotti; * 12. Oktober

- 12. Oktober: Luciano Pavarotti, italienischer Opernsänger († 2007)
- 12. Oktober: Sam Moore, US-amerikanischer Sänger (Sam & Dave) († 2025)
- 13. Oktober: Hartmut Kühne, deutscher Organist und Chorleiter sowie Karl-May-Forscher († 2020)
- 13. Oktober: Osvaldo Scilla, italienischer Violinist, Komponist und Musikpädagoge († 2014)
- 14. Oktober: La Monte Young, US-amerikanischer Komponist
- 15. Oktober: Barry McGuire, US-amerikanischer Sänger-Songwriter
- 16. Oktober: Sugar Pie DeSanto, US-amerikanische R&B-Sängerin, Tänzerin, Entertainerin († 2024)
- 17. Oktober: Michael Eavis, britischer Milchbauer und Mitbegründer des Glastonbury Festivals
- 18. Oktober: Bent Jædig, dänischer Jazzmusiker († 2004)
- 18. Oktober: Sam Reed, US-amerikanischer Jazz- und Rhythm-&-Blues-Musiker († 2021)
- 20. Oktober: Frans Lasson, dänischer Opernsänger und Schriftsteller († 2009)
- 21. Oktober: Derek Bell, irischer Musiker († 2002)
- 21. Oktober: Bobby Few, US-amerikanischer Jazz-Pianist († 2021)
- 22. Oktober: Thérèse Brenet, französische Komponistin und Musikpädagogin
- 28. Oktober: Folke Rabe, schwedischer Komponist, Musikproduzent, Rundfunkredakteur und Posaunist († 2017)
- 29. Oktober: Klaus Nagora, deutscher Dirigent und Hochschullehrer

### November
- 01. November: André Tchaikowsky, polnischer Komponist und Pianist († 1982)

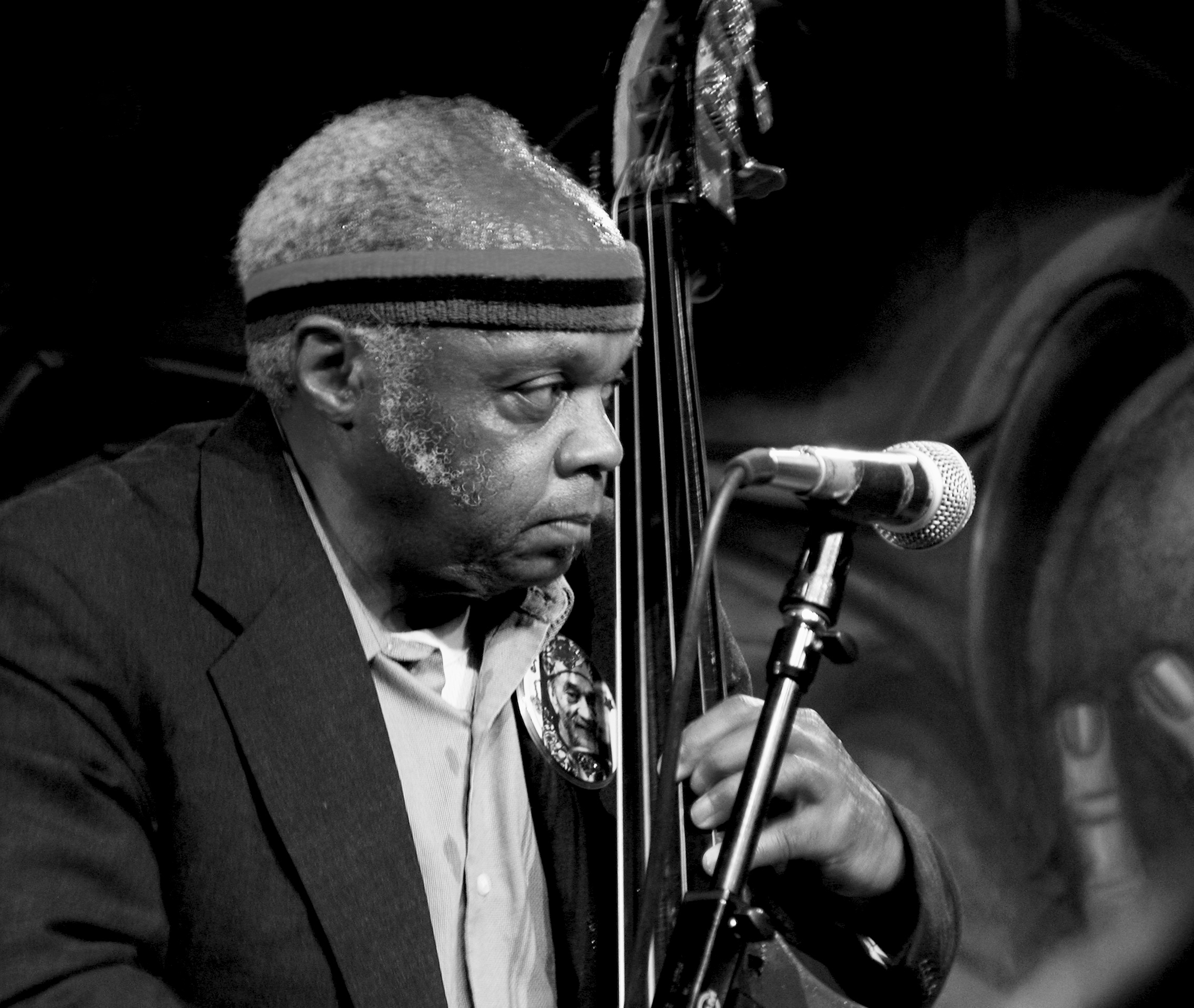
Henry Grimes; * 3. November

- 03. November: Henry Grimes, amerikanischer Jazzmusiker († 2020)
- 05. November: Erik Norström, schwedischer Jazzmusiker (Tenorsaxophon, Komposition) († 2019)
- 09. November: Peter Sauermann, deutscher Pianist († 2022)
- 09. November: Mario Schneeberger, Schweizer Jazzmusiker
- 11. November: Juan Carlos Zorzi, argentinischer Komponist und Dirigent († 1999)
- 15. November: Pete Welding, US-amerikanischer Musikhistoriker und -produzent († 1995)
- 17. November: Imrat Khan, indischer Sitar- und Surbaharspieler († 2018)
- 17. November: Roswell Rudd, US-amerikanischer Jazzmusiker und Musikethnologe († 2017)
- 18. November: Alain Barrière, französischer Sänger und Komponist († 2019)
- 19. November: Jamie Coe, US-amerikanischer Rock’-n’-Roll-Musiker († 2007)
- 21. November: Peter Warren, US-amerikanischer Jazz- und Improvisationsmusiker
- 25. November: Daniel Charles, französischer Philosoph und Musikwissenschaftler († 2008)
- 27. November: Al Jackson, Jr. (Booker T. & the M.G.’s), US-amerikanischer Schlagzeuger, Musikproduzent und Songwriter († 1975)
- 27. November: Helmut Lachenmann, deutscher Komponist und Kompositionslehrer
- 27. November: Michel Portal, französischer Musiker
- 30. November: Hoyt Johnson, US-amerikanischer Country-, Rockabilly- und Gospel-Musiker († 1989)

### Dezember
- 01. Dezember: Ivica Šerfezi, jugoslawischer Schlagersänger († 2004)
- 02. Dezember: Konrad Richter, deutscher Pianist, Liedbegleiter, Hochschullehrer und Rektor († 2024)
- 02. Dezember: Wolfgang Weber, österreichischer Regisseur († 2010)
- 02. Dezember: Jürg Wyttenbach, Schweizer Komponist, Dirigent und Pianist († 2021)
- 12. Dezember: Juhani Aaltonen, finnischer Jazzmusiker
- 12. Dezember: Joan Weber, US-amerikanische Popsängerin († 1981)

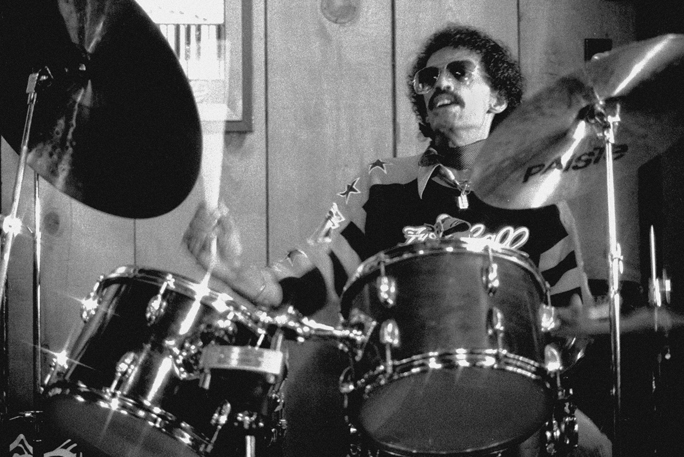
Dannie Richmond; * 15. Dezember

- 15. Dezember: Dannie Richmond, US-amerikanischer Jazzschlagzeuger († 1988)
- 17. Dezember: Umayalpuram K. Sivaraman, indischer Mridangamspieler
- 20. Dezember: Alois Springer, deutscher Dirigent und Violinist
- 22. Dezember: Alfi Kabiljo, kroatischer Komponist und Dirigent († 2025)
- 23. Dezember: Esther Phillips, US-amerikanische Sängerin († 1984)
- 25. Dezember: Remei Margarit i Tayà, katalanische Singer-Songwriterin und Erzählerin († 2023)
- 25. Dezember: Walter Raim, US-amerikanischer Unterhaltungsmusiker († 2004)
- 26. Dezember: Iseut Bersier, Schweizer Malerin, Bildhauerin, Illustratorin und Musikerin
- 26. Dezember: Chris Wallasch, deutscher Komponist, Musikproduzent und Moderator
- 30. Dezember: Wolfgang Dauner, deutscher Keyboarder, Jazzpianist und Filmkomponist († 2020)
- 30. Dezember: Ulrich Eistert, deutscher Chorleiter und Hochschullehrer
- 30. Dezember: Todor Naidenow, in Deutschland lebender bulgarischer Opernsänger, Maler und Grafiker
- 31. Dezember: Peter Herbolzheimer, deutscher Bandleader († 2010)

### Genaues Geburtsdatum unbekannt
- Pete Blue, US-amerikanischer Jazzmusiker († 2023)
- Marvin Falcon, US-amerikanischer klassischer und Jazzgitarrist († 2022)
- Reimund Hess, deutscher Komponist, Musikwissenschaftler und Musikredakteur
- Karlheinz Klüter, deutscher Fotograf, Grafiker und Musikproduzent († 2013)
- Erik Nilsson, schwedischer Jazzmusiker († 2021)
- Georg Oswald, deutscher Schlagersänger († 2023)
- G. S. Sachdev, indischer Flötist und Musikpädagoge († 2018)
- Sharda Sahai, indischer Tablaspieler († 2011)
- Arnold Wise, US-amerikanischer Jazz-Schlagzeuger († 2025)
- Fazel Ahmad Zekria, afghanischer Künstler, Dichter und Komponist († 1979)

### Geboren um 1935
- Jürgen Ehlers, deutscher Jazz- und Studiomusiker († um 2014)
- Paul Fontaine, US-amerikanischer Jazzmusiker (Trompete) und Hochschullehrer († 2025)
- Jack Gale, US-amerikanischer Jazz-, Orchester- und Theatermusiker († 2022)
- Djalu Gurruwiwi, australischer Musiker und Kulturbotschafter († 2022)
- Gary Morgan, kanadischer Jazzmusiker (Saxophon, Klarinette)
- Alabama Junior Pettis, US-amerikanischer Bluesgitarrist († 1988)
- Kenny Rogers, US-amerikanischer Jazzmusiker

## Gestorben

### Januar bis März
- 01. Januar: Victor von Woikowsky-Biedau, deutscher Komponist und Oberregierungsrat (* 1866)
- 04. Januar: Otto Seele, Schlagwerker, Komponist und Musikverleger (* 1856)

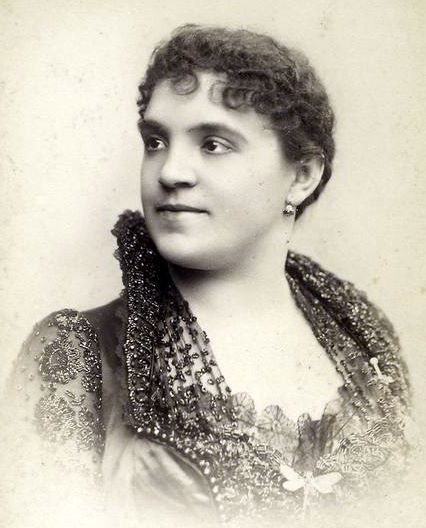
Marcella Sembrich; † 11. Januar

- 11. Januar: Marcella Sembrich, polnische Sängerin und Pianistin (* 1858)
- 12. Januar: William Whitehouse, britischer Cellist und Musikpädagoge (* 1859)
- 14. Januar: Heinrich Schenker, österreichischer Musiktheoretiker und Komponist galizischer Herkunft (* 1868)
- 16. Januar: Richard Wetz, deutscher Komponist, Dirigent, Musikpädagoge und Musikschriftsteller (* 1875)
- 17. Januar: Hans Bacmeister, deutscher Regisseur, Sänger, Dramaturg und Theaterdirektor (* 1872)
- 19. Januar: Marie-Louise Müller-Weiss, deutsche Hofopernsängerin (* 1876)
- 20. Januar: Julius Manigold, deutscher Komponist und Flötenvirtuo (* 1873)
- 22. Januar: Zequinha de Abreu, brasilianischer Komponist und Instrumentalist (* 1880)
- 28. Januar: Emil Heerwagen, deutscher Orgelbauer (* 1857)
- 28. Januar: Michail Michailowitsch Ippolitow-Iwanow, russischer Komponist und Dirigent (* 1859)
- 02. Februar: Franz Paul Fiebrich, österreichischer Komponist von Wienerliedern, Volkssänger, Chorleiter und Dichter (* 1879)
- 02. Februar: Clara Smith, US-amerikanische Blues-Sängerin (* um 1894)
- 03. Februar: Quincas Laranjeiras, brasilianischer Gitarrist und Komponist (* 1873)
- 09. Februar: Heinrich Hagleitner, österreichischer Gymnasialprofessor für Musik, Komponist und Theologe (* 1889)
- 23. Februar: Heinrich Hensel, deutscher Opernsänger (* 1874)
- 26. Februar: John Victor Bergquist, US-amerikanischer Komponist und Organist (* 1877)
- 28. Februar: Chiquinha Gonzaga, brasilianische Komponistin des Choro (* 1847)
- 28. Februar: Marie Wolf, Schweizer Unternehmerin und Instrumentenbauerin (* 1868)
- 15. März: Beatrice Sutter-Kottlar, deutsche Sopranistin und Gesangslehrerin (* 1883)
- 18. März: Franz Josef Brakl, deutscher Opern- und Operettensänger, Theaterdirektor und Galerist (* 1854)
- 23. März: Emilija Karlowna Pawlowskaja, russische Opernsängerin, Kammersängerin und Gesangslehrerin (* 1853)

### April bis Juni
- 02. April: Bennie Moten, US-amerikanischer Jazzpianist und Bandleader (* 1894)
- 05. April: Franz von Vecsey, ungarischer Geiger und Komponist (* 1893)
- 16. April: Wiktor Wladimirowitsch Ewald, russischer Komponist, Cellist, Ingenieur und Hochschullehrer (* 1860)
- 24. April: Paul Klengel, deutscher Dirigent und Komponist (* 1854)
- 27. April: Rudolf Schwartz, deutscher Musikwissenschaftler und Bibliothekar (* 1859)
- 28. April Sir Alexander Mackenzie, schottischer Komponist und Dirigent (* 1847)
- 29. April: Leroy Carr, US-amerikanischer Blues-Pianist und Sänger (* 1905)
- 06. Mai: Herfrid Kier, österreichischer Musikhistoriker und ehemaliger Künstlerischer Direktor der deutschen Tochterfirma der britischen Schallplattenfirma EMI (* 1935)
- 11. Mai: Carl Schmeidler, deutscher Musikdozent und Komponist in Berlin und Breslau (* 1859)
- 17. Mai: Paul Dukas, französischer Komponist (* 1865)
- 19. Mai: Charles Martin Loeffler, deutschstämmiger US-amerikanischer Komponist, Geiger und Bratscher (* 1861)
- 20. Mai: Else Berna, deutsche Sängerin und Schauspielerin (* 1886)
- 29. Mai: Josef Suk, tschechischer Komponist und Violinist (* 1874)
- 30. Mai: Lothar Windsperger, deutscher Komponist, Lektor und Herausgeber bei B. Schott & Söhne (* 1885)
- 01. Juni: Hermann Bendix, deutscher Pädagoge, Kantor und Komponist (* 1859)
- 03. Juni: Clemens Schultze-Biesantz, deutscher Verleger und Komponist (* 1876)
- 06. Juni: Jacques Urlus, niederländischer Heldentenor (* 1867)
- 10. Juni: Karl Friedrich Appel, deutscher Musiker und Abgeordneter des Provinziallandtages der Provinz Hessen-Nassau (* 1868)
- 18. Juni: August Reuß, deutscher Komponist (* 1871)
- 24. Juni: Guillermo Barbieri, argentinischer Tango-Gitarrist, Sänger und Komponist (* 1894)
- 24. Juni: Carlos Gardel, Tango-Sänger und -Komponist (* 1890)

### Juli bis September

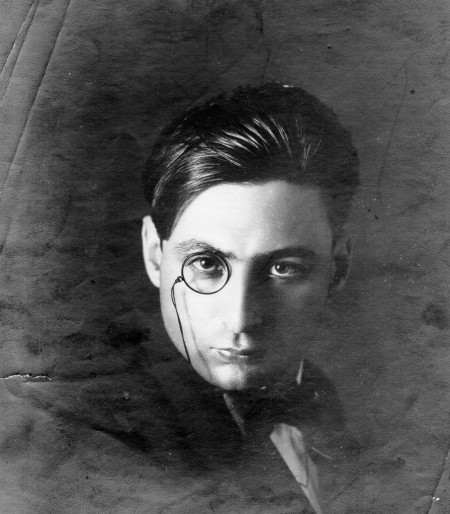
Riadis; † 17. Juli

- 17. Juli: Emilios Riadis, griechischer Pianist und Komponist (* 1880)
- 17. Juli: Nie Er, chinesischer Komponist (* 1912)
- 21. Juli: Honoré Dutrey, US-amerikanischer Jazz-Posaunist (* 1894)
- 03. August: Andrew Hilaire, US-amerikanischer Jazz-Schlagzeuger (* 1899)
- 10. August: Jasper Bisbee, US-amerikanischer Old-Time-Musiker (* 1843)
- 15. August: Lucienne Bréval, schweizerisch-französische Sopranistin und Opernsängerin (* 1869)
- 20. August: Otakar Ostrčil, tschechischer Komponist und Dirigent (* 1879)
- 21. August: Josef Cyrill Sychra, tschechischer Komponist, Dirigent und Musikpädagoge (* 1859)
- 28. August: Yoshitomo, deutscher Komponist, Chorleiter und Dirigent (* 1869)
- 09. September: Príncipe Azul, argentinischer Tangosänger (* 1901)
- 12. September: Andreu Avel·lí Abreu i Boy, katalanischer Komponist und Musikpädagoge (* 1868)
- 20. September: Arturo Bernstein, argentinischer Bandoneonist und Tangokomponist (* 1882)
- 20. September: Amy Sherwin, australische Opernsängerin (* 1855)
- 22. September: Carl Schroeder, deutscher Cellist, Komponist und Dirigent sowie Hofkapellmeister (* 1848)

### Oktober bis Dezember
- 04. Oktober: Alois Fuetsch, österreichischer Orgelbauer (* 1860)
- 04. Oktober: Marie Gutheil-Schoder, deutsche Opernsängerin (* 1874)
- 06. Oktober: Frederic Hymen Cowen, englischer Komponist, Pianist und Dirigent (* 1852)
- 06. Oktober: Iwan Stepanowitsch Prochanow, Ingenieur, Theologe und Kirchenlieddichter (* 1869)
- 10. Oktober: Paul Kronegg, österreichischer Sänger und Schauspieler (* 1885)
- 11. Oktober: Agnes Adler, dänische Pianistin und Musikpädagogin (* 1865)
- 22. Oktober: Komitas Vardapet, armenischer Priester, Komponist, Sänger, Chormusiker, Musikpädagoge, Musikethnologe und Musikwissenschaftler (* 1869)
- 23. Oktober: Franz Bölsche, deutscher Musiker und Komponist (* 1869)
- 24. Oktober: J. J. Ryffel, Schweizer Musiklehrer und Dirigent (* 1861)
- 26. Oktober: Ákos Buttykay, ungarischer Komponist (* 1871)
- 04. November: Miklós Radnai, ungarischer Komponist und Opernintendant (* 1892)
- 05. November: Aaron Sparks, US-amerikanischer Bluesmusiker (* 1906)
- 06. November: Hugo Heermann, deutscher Violinist (* 1844)
- 11. November: Emile Lauber, Schweizer Dirigent, Komponist und Musikpädagoge (* 1866)
- 11. November: Alfred Waas, Schweizer Opernsänger (* 1881)
- 13. November: Josef Wohlfartstetter, österreichischer Orgelbauer (* 1865)
- 16. November: Kurt Schindler, deutsch-US-amerikanischer Dirigent und Komponist (* 1882)
- 17. November: Franz Kaim, deutscher Konzertveranstalter und königlich württembergischer Hofrat (* 1856)
- 18. November: Anton Hekking, niederländischer Cellist (* 1856)
- 28. November: Erich Moritz von Hornbostel, österreichischer Musikethnologe (* 1877)
- 00. November: Charlie Green, US-amerikanischer Blues- und Jazz-Posaunist (* um 1895)

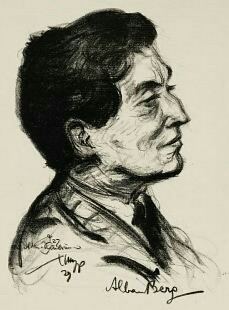
Alban Berg; † 24. Dezember

- 01. Dezember: Richard Mayr, österreichischer Sänger (* 1877)
- 04. Dezember: Johan Halvorsen, norwegischer Violinist, Komponist und Dirigent (* 1864)
- 05. Dezember: Max von Oberleithner, Jurist, Tuchfabrikant, Komponist und Dirigent (* 1868)
- 07. Dezember: Joseph Douglass, afroamerikanischer Konzertgeiger (* 1871)
- 08. Dezember: C. Hayden Coffin, britischer Schauspieler und Sänger (* 1862)
- 24. Dezember: Alban Berg, ein österreichischer Komponist (* 1885)
- 27. Dezember: Hermann Drechsler, deutscher Liederkomponist (* 1861)

### Genaues Todesdatum unbekannt
- Alfred Brun, französischer Geiger, Musikpädagoge und Komponist (* 1864)